# Sinupetraliella litoralis
Sinupetraliella litoralis är en mossdjursart som först beskrevs av Roxanne Irene Hastings 1932.  Sinupetraliella litoralis ingår i släktet Sinupetraliella och familjen Petraliellidae. Inga underarter finns listade i Catalogue of Life.